# Titus Claudius Aurelius Aristobulus
Titus Claudius Aurelius Aristobulus war ein römischer Politiker und Prätorianerpräfekt Ende des 3. Jahrhunderts n. Chr.
Aristobulus diente als Prätorianerpräfekt unter Kaiser Carinus und Numerianus. Nach dem Tod von Carinus und dem Aufstieg Diokletians im Jahr 285 blieb Aristobulus im Amt, was auf seine politisches Geschick hinweist. Aristobulus trug den Titel eines vir clarissimus.
Im Jahr 285 war Aristobulus zusammen mit Carinus ordentlicher Konsul; nach Carinus’ Tod mit Diokletian. Von 290 bis 294 war Aristobulus Prokonsul der Provinz Africa. Während seiner Amtszeit leitete er bedeutende Baumaßnahmen, die in mehreren Inschriften dokumentiert sind. Im Jahr 294 wurde Aristobulus als Prokonsul von Cassius Dio abgelöst.
Nach seiner Tätigkeit als Prokonsul wurde Aristobulus zum Stadtpräfekten von Rom ernannt. Dieses Amt führte er von Juni 295 bis mindestens 296 aus.